# Hepatite medicamentosa

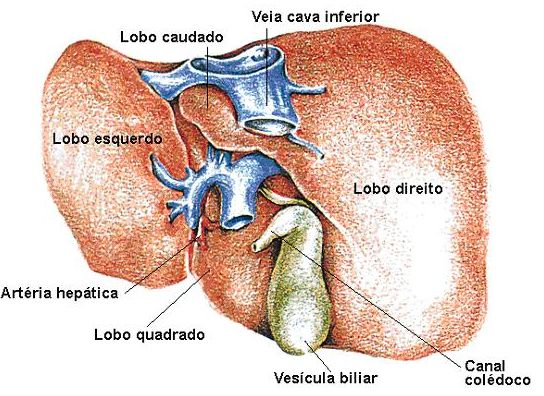
O fígado é um dos principais órgãos responsáveis pelo metabolismo e excreção de medicamentos e produtos tóxicos, podendo ser danificado por eles no processo.

Hepatite medicamentosa ou hepatite induzida por drogas é uma inflamação do fígado causada por dano direto às células do fígado, o hepatócito. A lesão hepática induzida por drogas é responsável por 5% de todas as internações hospitalares e 50% de todas as falhas hepáticas agudas.

## Ervas medicinas
Ervas medicinas também podem ser hepatotóxicas, apesar do mito de que "produtos naturais não tem efeitos colaterais". Qualquer planta com apiol, safrol, alcaloides pirrolizidínicos ou lignanas é hepatotóxica, dentre elas se destacam:
- Têucrio (Teucrium chamaedrys labiateae)
- Confrei (Symphytum officinale L.)
- Cambará (Lantana camara L.)
- Sacaca '(Croton cajucara)
- Kava kava
- Óleo de poejo
- Ma-huang (Ephedra sinica)
- Valeriana
- Visco
- Chaparral
- Sassafras
- Borragem
- Germander

Além das próprias substâncias das plantas, hepatotoxinas podem ser adicionadas com pesticidas ou contaminantes. Ervas medicinais também podem se tornar hepatotóxicas quando interactuam medicamentosamente com outras drogas.

## Medicamentos categoria A
Na lista da categoria A estao os medicamentos com mais de 50 casos confirmados de hepatotoxicidade:
- Alopurinol: usado na profilaxia de gota
- Amiodarona: Anti-arrítmico
- Amoxicilina-Clavulanato: Antibiótico
- Anticoncepcionais: usado para controle de natalidade
- Anabolizantes: usado para hipertrofia muscular
- Atorvastatina: usado para reduzir o colesterol
- Azatioprina e 6-Mercaptopurina: Agente imunossupressor
- Bussulfano: usado pra tratar câncer
- Carbamazepina: Antiepiléptico
- Cetoconazol: Antifúngico
- Clorpromazina: Antipsicótico
- Dantrolene: Relaxante muscular
- Diclofenaco: Anti-inflamatório não esteroide(AINE)
- Didanosina: Antimicrobiana
- Dissulfiram: Agente de abuso de substâncias
- Efavirenz: Antiviral
- Eritromicina: Antibiótico
- Fenitoína: Antiepiléptico
- Floxuridina: Antineoplástico
- Flucloxacilina Antimicrobiana
- Flutamida: Antineoplásica
- Sais de ouro: Agente imunossupressor
- Halotano: Anestésico
- Hidralazina: Anti-hipertensivo
- Ibuprofeno: AINE
- Infliximab: Imunossupressor
- Interferón alfa: Antiviral
- Interferón beta: Esclerose Múltipla
- Isoniazida: Antituberculose
- Metotrexato: Agente imunossupressor
- Metildopa: Anti-hipertensivo
- Minociclina: Antibiótico
- Nevirapina antimicrobiana
- Nimesulida: AINE
- Nitrofurantoína: Antibiótico
- Propiltiouracil: usado para tratar hipertiroidismo
- Quinidina: Arritmia
- Pirazinamida: Antituberculose
- Rifampicina: Antituberculose
- Simvastatina: Usado para reduzir colesterol
- Sulfametoxazol/Trimetoprim: Antibiótico
- Sulfassalazina: Antibiótico
- Sulfamidas: Antibiótico
- Sulindac: AINE
- Telitromicina: Antibiótico
- Tioguanina: Antineoplastico
- Ticlopidina: Inibidor de plaquetas
- Valproato: Antiepiléptico

A maioria tiveram sua hepatotoxicidade confirmada em laboratório (92%) e possuem mais de 100 casos relatados (81%). As drogas de categoria A respondem por 80% dos casos de insuficiência hepática induzida por drogas. Todos estão no mercado há mais de 15 anos. Dentre as categorias 33% são antibióticos,

### Medicamentos mais hepatotóxicos
Os 11 fármacos mais frequentemente implicados com hepatite medicamentosa foram:
1. Paracetamol
2. Amoxicilina-clavulanato
3. Flucloxacilina
4. Eritromicina
5. Diclofenaco
6. Cotrimoxazol
7. Isoniazida
8. Dissulfiram
9. Ibuprofeno
10. Flutamida
11. Nitrofurantoína

Em termos relativos o maior risco de hepatite medicamentosa é por:
- Clorpromazina: 1 em cada 739 usuários
- Azatioprina: 1 em cada 1103 usuários
- Sulfassalazina: 1 a cada 1000 usuários
- Amoxicilina-clavulanato: 1 a cada 2350 usuários

### Medicamentos retiradas do mercado
Os seguintes fármacos foram retirados do mercado principalmente por sua hepatotoxicidade: Troglitazona, bromfenac, trovafloxacina, ebrotidina, nimesulida, nefazodona, ximelagatrano e pemolina. A nimesulida apesar de ser banida em quase todo o globo, ainda é vendida no Brasil.

## Prognóstico
O progresso clínico de uma hepatite induzida por medicamentos é dose-dependente, e depende da droga, da capacidade do paciente a metabolizar à droga. Por exemplo, hepatite induzida por halotano pode ser moderada ou fatal, assim como a hepatite induzida por isoniazida. Contraceptivos hormonais podem causar mudanças estruturais no fígado. Hepatite por amiodarona pode ser incurável, uma vez que a longa meia vida da droga (mais de 60 dias) significa que é muito difícil impedir exposição à droga. Além disso, a variação na forma de reagir do organismo humano é tão grande que qualquer droga pode vir a causar hepatite caso a pessoa tenha uma grave reação adversa a ela.
O fígado, por funcionar, entre outras coisas, como um centro de desintoxicação e filtração de impurezas no organismo, pode ser afetado por medicamentos, cujo uso causaria uma reação colateral de agressão, limitando suas funções e benefícios esperados. Essa reação de agressão resulta em dano hepático de dois tipos: Hepatocelular (aumento de TGO e TGP) ou colestático (aumento de bilirrubinas), manifestam-se por meio de rupturas das membranas dos hepatócitos; da redução do fluxo biliar colestase; da agressão a mitocôndrias por inativação do DNA mitocondrial; etc. Geralmente são assintomáticos, transitórios e se resolvem após a descontinuação dos medicamentos.
Um tipo relativamente raro no contexto das doenças hepáticas, a DILI, lesão hepática induzida por droga, é mais complexa do que se pode imaginar e é dividida de acordo com o modo de que varias organela celulares são afetadas. Essa hepatotoxicidade causa o rompimento das fibrilas de actina da superfície do hepatócito, culminando em lise celular.

### Etapas
Podemos definir a hepatite medicamentosa por etapas:
- Primeira etapa: caracteriza-se por fadiga celular causada pelo metabólito mais tóxico do composto principal ou medicamento, com desgaste das mitocôndrias e reações imunológicas específicas.
- Segunda etapa: nessa etapa aparece o MPT ou transição na permeabilidade mitocondrial.
- Terceira etapa: é caracterizada pela apoptose ou necrose a depender da intensidade do acumulo de radicais livres nos hepatócitos.

## Paracetamol
A descoberta de que o Acetominofen/Paracetamol pode ser hepatotóxico em doses maiores a 12g é conhecida desde a década de 60. Essa droga segue uma trilha metabólica clássica. A maior parte da dose sofre mecanismo de sulfatação e glucoronização. A outra parte sofre metabolização por meio do citocromo P-450. Dessa metabolização resultará o composto reativo chamado NAPQI. Sendo assim, o NAPQI  se acumula e se liga as moléculas proteicas dos hepatócitos, causando lesão direta.